# Med berått mod
Med berått mod (originaltitel: The Murder Man) är en amerikansk thriller-komedi från 1935 i regi av Tim Whelan. I huvudrollerna ses Spencer Tracy, Virginia Bruce och Lionel Atwill. I sin första större biroll ser vi även James Stewart.

## Handling
Steve Gray (Spencer Tracy) är stadens stjärnreporter. När Henry Mander (Harvey Stephens) utreds för mordet på sin korrupta affärspartner ligger Gray hela tiden steget före polisen och leder dem till överväldigande bevis för Manders skuld.

## Om filmen
Med berått mod visades i SVT i november 2021.

## Rollista (i urval)
- Spencer Tracy – Steve Grey
- Virginia Bruce – Mary
- Lionel Atwill – Capt. Cole
- Harvey Stephens – Henry Mander
- Robert Barrat – Robins
- James Stewart – Shorty